# Dorothea Tieck
Pour les articles homonymes, voir Tieck.
Dorothea Tieck (Berlin, mars 1799 - Dresde, 21 février 1841) est une traductrice allemande, connue notamment pour ses traductions de William Shakespeare.

## Biographie
Ses parents sont Ludwig Tieck et Amalie Alberti, fille du théologien Julius Gustav Alberti (de). Elle a collaboré avec son père et le cercle littéraire romantique auquel il appartient, notamment August Schlegel et Wolf Heinrich Graf von Baudissin. Elle  accomplit la traduction des œuvres de Shakespeare, que son père avait commencé avec Schlegel et Baudissin. Elle travaille aussi sur l’œuvre de Miguel de Cervantes et d'autres écrivains espagnols. 
Sa traduction de Macbeth est particulièrement remarquée et a souvent été republiée seule.